# Liste der Bodendenkmäler in Meitingen
Auf dieser Seite sind die Bodendenkmäler in dem schwäbischen Markt Meitingen zusammengestellt. Diese Tabelle ist eine Teilliste der Liste der Bodendenkmäler in Bayern. Grundlage ist die Bayerische Denkmalliste, die auf Basis des Bayerischen Denkmalschutzgesetzes vom 1. Oktober 1973 erstmals erstellt wurde und seither durch das Bayerische Landesamt für Denkmalpflege geführt wird. Die folgenden Angaben ersetzen nicht die rechtsverbindliche Auskunft der Denkmalschutzbehörde.

## Bodendenkmäler in Meitingen

### Bodendenkmäler in der Gemarkung Erlingen
| Lage                | Objekt | Akten-Nr.     | Bild |
| ------------------- | --- | ------------- | ---- |
| Erlingen (Standort) | Straßentrasse vor- und frühgeschichtlicher Zeitstellung. | D-7-7430-0062 |      |
| Erlingen (Standort) | Siedlung des Neolithikums. | D-7-7430-0273 |      |
| Erlingen (Standort) | Siedlung des Neolithikums und der Bronzezeit. | D-7-7430-0274 |      |
| Erlingen (Standort) | Siedlung der Bronzezeit. | D-7-7430-0275 |      |
| Erlingen (Standort) | Siedlung des Neolithikums, der Bronzezeit, der Urnenfelderzeit, der Hallstattzeit, der Latènezeit, der mittleren römischen Kaiserzeit und des Mittelalters sowie Brandgräber der Urnenfelderzeit. | D-7-7431-0194 |      |

### Bodendenkmäler in der Gemarkung Herbertshofen
| Lage                               | Objekt | Akten-Nr.     | Bild |
| ---------------------------------- | --- | ------------- | ---- |
| Herbertshofen (Standort)           | Straße der römischen Kaiserzeit (Via Claudia).                                                                      | D-7-7431-0040 |      |
| Herbertshofen (Standort)           | Siedlung und Gräber vorgeschichtlicher Zeitstellung.                                                                | D-7-7431-0113 |      |
| Herbertshofen Meitingen (Standort) | Mittelalterliche und frühneuzeitliche Befunde im Bereich der Katholischen Pfarrkirche St. Clemens in Herbertshofen. | D-7-7431-0270 |      |

### Bodendenkmäler in der Gemarkung Langenreichen
| Lage                               | Objekt | Akten-Nr.     | Bild |
| ---------------------------------- | --- | ------------- | ---- |
| Langenreichen (Standort)           | Grabenwerk der Münchshöfener Kultur, Siedlung der Linearbandkeramik und der Bronzezeit, Gräber der Urnenfelderzeit.                              | D-7-7430-0081 |      |
| Langenreichen (Standort)           | Siedlung des Neolithikums und der Linearbandkeramik.                                                                                             | D-7-7430-0250 |      |
| Langenreichen (Standort)           | Siedlung des Neolithikums, der Linearbandkeramik, der Bronzezeit und der Latènezeit.                                                             | D-7-7430-0253 |      |
| Langenreichen Meitingen (Standort) | Mittelalterliche und frühneuzeitliche Befunde im Bereich der Katholischen Pfarrkirche St. Nikolaus in Langenreichen, mit aufgelassenem Friedhof. | D-7-7430-0283 |      |
| Langenreichen Meitingen (Standort) | Frühneuzeitliche Befunde im Bereich der Friedhofskapelle St. Stephan in Langenreichen.                                                           | D-7-7430-0284 |      |

### Bodendenkmäler in der Gemarkung Markt
| Lage             | Objekt                                     | Akten-Nr.     | Bild |
| ---------------- | ------------------------------------------ | ------------- | ---- |
| Markt (Standort) | Grabhügel vorgeschichtlicher Zeitstellung. | D-7-7430-0100 |      |

### Bodendenkmäler in der Gemarkung Meitingen
| Lage                 | Objekt | Akten-Nr.     | Bild |
| -------------------- | --- | ------------- | ---- |
| Meitingen (Standort) | Siedlung vorgeschichtlicher Zeitstellung, Siedlung und Schlagplatz des Neolithikums, Straßentrasse vor- und frühgeschichtlicher Zeitstellung. | D-7-7431-0104 |      |
| Meitingen (Standort) | Siedlung vorgeschichtlicher Zeitstellung. | D-7-7431-0105 |      |
| Meitingen (Standort) | Körpergräber des Frühmittelalters. | D-7-7431-0106 |      |
| Meitingen (Standort) | Körpergräber mittelalterlicher Zeitstellung.                                                                                                  | D-7-7431-0107 |      |
| Meitingen (Standort) | Siedlung der Urnenfelderzeit. | D-7-7431-0175 |      |
| Meitingen (Standort) | Siedlung des Mittelalters und der frühen Neuzeit.                                                                                             | D-7-7431-0259 |      |
| Meitingen (Standort) | Mittelalterliche und frühneuzeitliche Befunde im Bereich des ehemaligen Schlosses in Meitingen und seiner Vorgängerbauten.                    | D-7-7431-0260 |      |
| Meitingen (Standort) | Abgebrochene Kapelle der frühen Neuzeit (Vorgängerbau der Katholischen Pfarrkirche St. Wolfgang in Meitingen).                                | D-7-7431-0269 |      |

### Bodendenkmäler in der Gemarkung Ostendorf
| Lage                 | Objekt | Akten-Nr.     | Bild |
| -------------------- | --- | ------------- | ---- |
| Ostendorf (Standort) | Mittelalterliche und frühneuzeitliche Befunde im Bereich der Katholischen Filialkirche St. Michael in Ostendorf. | D-7-7431-0061 |      |

### Bodendenkmäler in der Gemarkung Westendorf
| Lage                  | Objekt                                        | Akten-Nr.     | Bild |
| --------------------- | --------------------------------------------- | ------------- | ---- |
| Westendorf (Standort) | Körpergräber der späten römischen Kaiserzeit. | D-7-7431-0066 |      |